# Lykke (film)
 For alternative betydninger, se Lykke (flertydig). (Se også artikler, som begynder med Lykke)
Lykke (russisk: Счастье) er en sovjetisk film fra 1935 af Aleksandr Medvedkin.

## Medvirkende
- Pjotr Zinovjev
- Jelena Jegorova som Anna
- Nikolaj Tjerkasov